# Charles Pasi

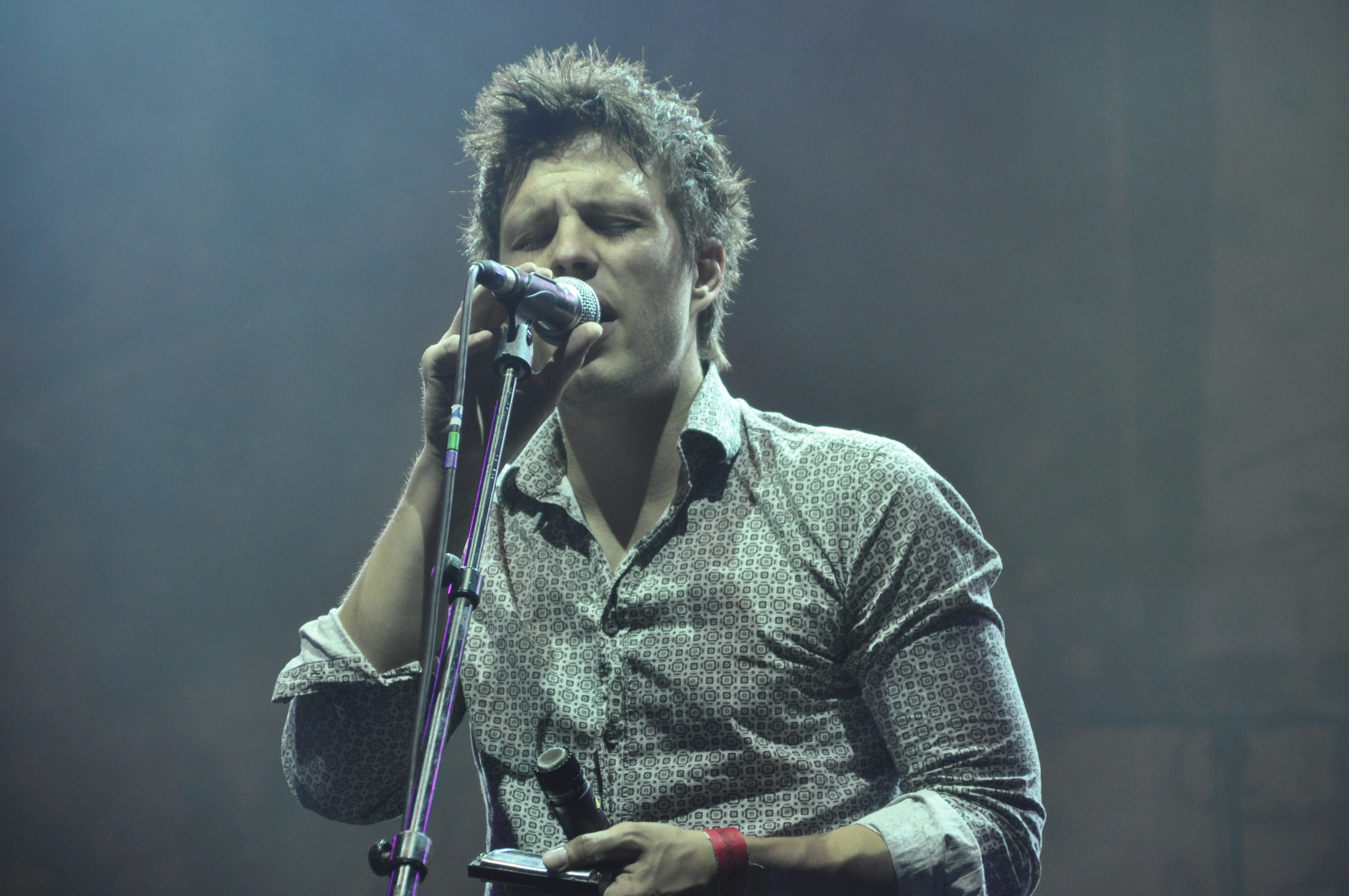
Charles Pasi beim 38. Bardentreffen 2013 in Nürnberg

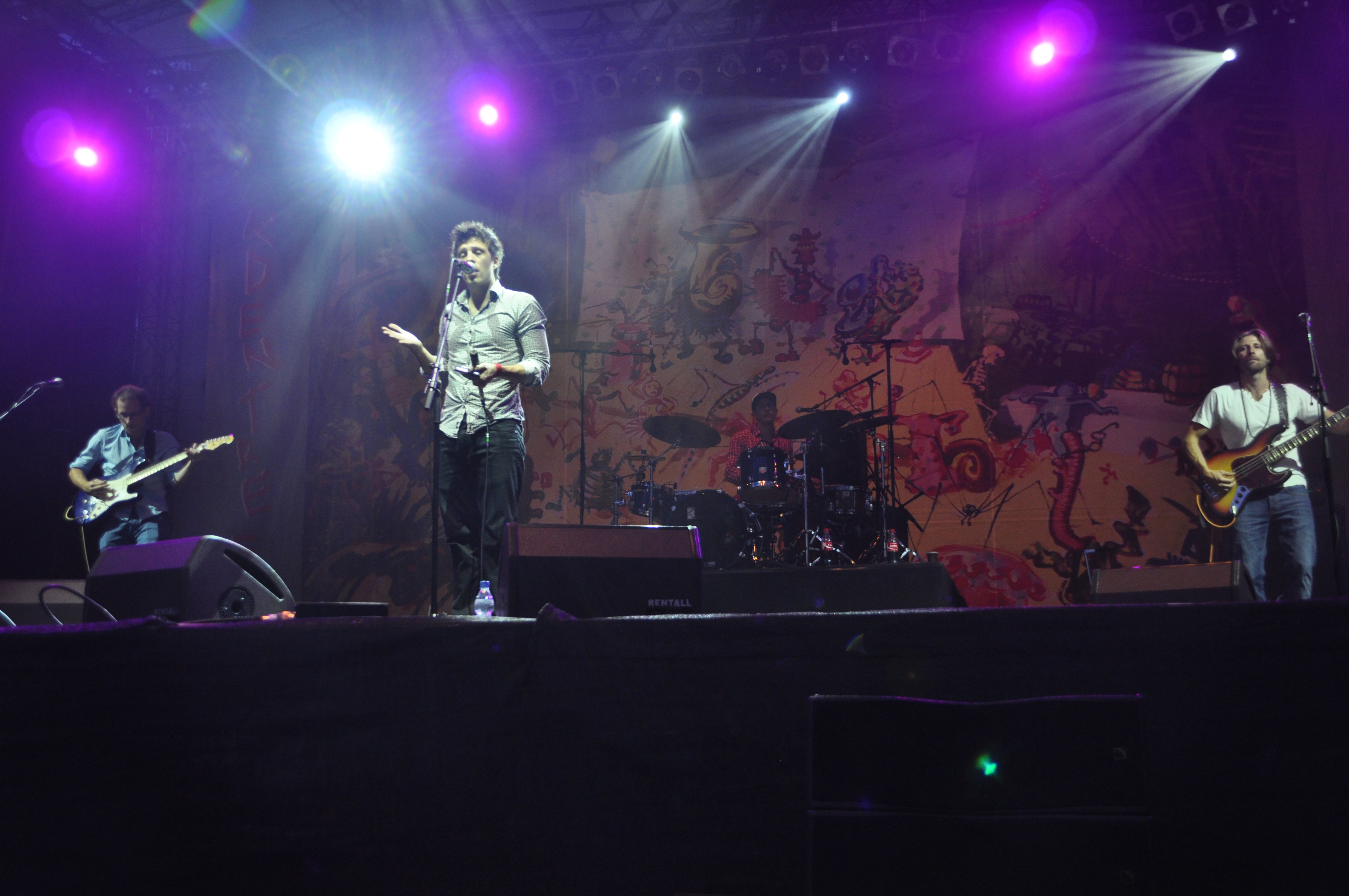
Bardentreffen 2013

Charles Pasi (* 8. Februar 1984 in Paris) ist ein französischer Sänger, Gitarrist, Mundharmonika-Spieler und Songwriter für Blues, Jazz, Rock und Weltmusik.

## Biografie
Pasi ist Franko-Italiener. Seinen ersten Auftritt hatte er mit 17 Jahren im Gospelchor. Nach seinem Studium an der Saint Louis Jazz School in Rom, an der Pariser Jazzschule CIM und der Schule für zeitgenössische Musik in Paris Atla ging er auf Tour und trat bei verschiedenen Jazz und Blues-Festivals auf. Er arbeitete mit verschiedenen Künstlern wie Carla Bruni (die er auf Tournee begleitete), dem Gitarristen Antoine Holler, K-Led Ba'sam und Siân Pottok zusammen.
Charles Pasi komponiert seine eigenen Songs. Er trat im Film Actrices (2007) von Valeria Bruni-Tedeschi als Mann mit der Mundharmonika auf und war an der Filmmusik beteiligt, ebenso im Film Cinéman von Yann Moix.
Aufgrund seiner ersten selbst produzierte EP, Mainly Blue (2006) wurde er aufs Memphis Blues World Challenge eingeladen, wo er es bis ins Finale schaffte.
In seinem zweiten Album Uncaged, produziert im Studio LDC Paris, spielt der Saxofonist Archie Shepp mit, etwa bei Better With Butter.
Nachdem er bereits als Support von Maceo Parker und Zaz auf Deutschlandtournee war, präsentierte er sich im Sommer 2012 unter anderem beim Rheingau Musik Festival und bei Jazz unter Palmen auf der Insel Mainau.  2015 unterzeichnete er als erster französischer Sänger einen Vertrag beim renommierten US-Label Blue Note.

## Diskographische Hinweise
- Mainly Blue (2006)
- Uncaged (2009/2011)
- Sometimes Awake (2014)
- Bricks (2017)
- Zebra (2021)[9]